# Murrumbidgee Shire
Koordinaten: 34° 48′ S, 145° 53′ O

Murrumbidgee Shire war ein lokales Verwaltungsgebiet (LGA) im australischen Bundesstaat New South Wales. Das Gebiet war 3.505 km² groß und hatte zuletzt etwa 2.500 Einwohner. 2016 ging es im Murrumbidgee Council auf.
Murrumbidgee lag zentral im Süden des Staates südlich des Murrumbidgee River etwa 400 km westlich der australischen Hauptstadt Canberra und 420 km nördlich von Melbourne. Das Gebiet umfasste 12 Ortsteile und Ortschaften: Clifford Downs, Coleambally, Cooinbil, Dirrung, Ercildoune, Gum Creek, Toganmain, Tubbo, Uri East, und Waddi sowie Teile von Darlington Point und Four Corners. Der Sitz des Shire Councils befand sich in Darlington Point im Nordosten der LGA, wo zuletzt etwa 900 Einwohner lebten.

## Verwaltung
Der Murrumbidgee Shire Council hatte acht Mitglieder, die von den Bewohnern von zwei Wards gewählt wurden (je vier aus East und West Ward). Diese beiden Bezirke waren unabhängig von den Ortschaften festgelegt. Aus dem Kreis der Councillor rekrutierte sich auch der Mayor (Bürgermeister) des Councils.